# Korytarz laczyński

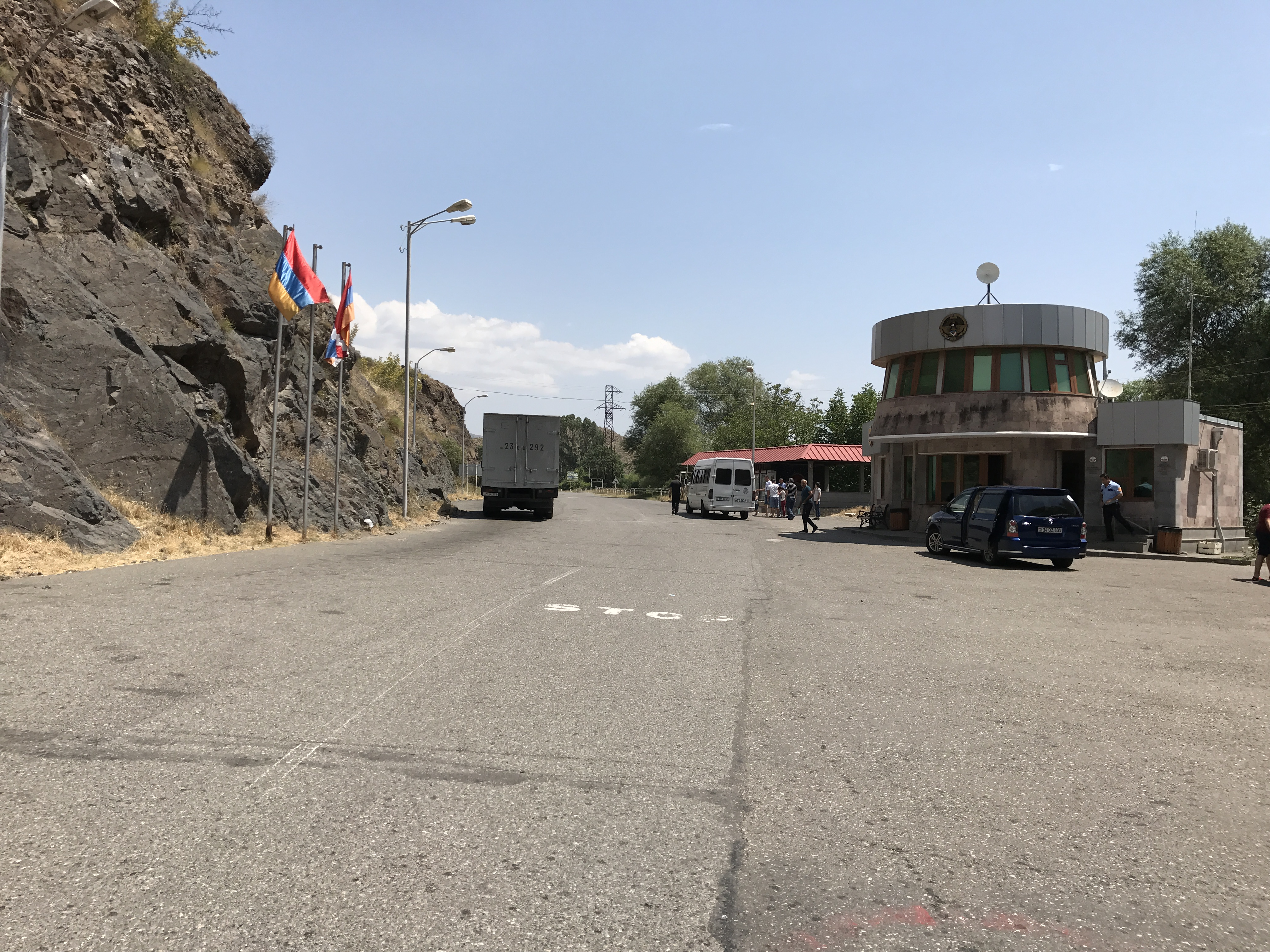
Punkt kontrolny Republiki Górskiego Karabachu w korytarzu laczyńskim

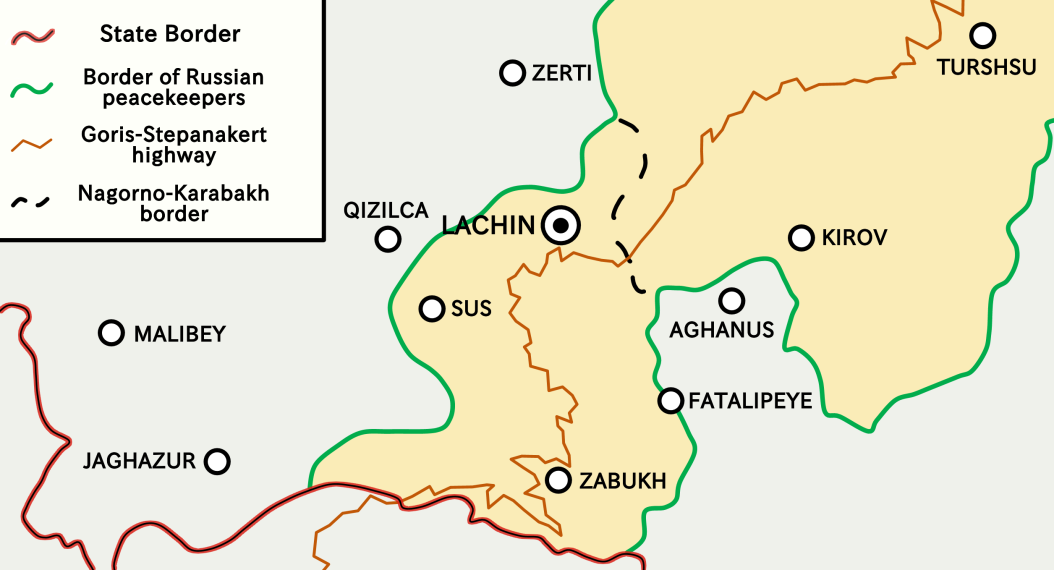
Dawny przebieg korytarza laczyńskiego

Korytarz laczyński – górska droga łącząca nieuznawaną przez społeczność międzynarodową Republikę Górskiego Karabachu z Armenią. Jest jedyną drogą, która łączyła oba terytoria.
Droga przebiegała w okolicach miejscowości Zabuch, Sus i Laçın (od tej ostatniej korytarz wziął nazwę). W sierpniu 2022 roku otworzono nową trasę; biegnie ona w pobliżu Mets Shen i Hin Shen w rejonie Şuşa. Na mocy porozumienia kończącego II wojnę o Górski Karabach do 2025 roku korytarz jest kontrolowany przez rosyjskie siły pokojowe. Od grudnia 2022 roku trwała blokada korytarza przez rzekomych azerbejdżańskich aktywistów ekologicznych, faktycznie powiązanych z rządem Azerbejdżanu. Blokada drogi wywołała kryzys humanitarny w Górskim Karabachu. W związku z rozwiązaniem Górskiego Karabachu korytarz utracił swoje znaczenie strategiczne.